# Eugene Kim
Eugene Samuel Kim (* in Baltimore, Maryland) ist ein US-amerikanischer Schauspieler und Synchronsprecher.

## Leben
Kim wurde in Baltimore geboren, wo er auch aufwuchs. 2010 verkörperte er in insgesamt acht Episoden der Fernsehserie Project 420 die Rolle des Lin. 2016 fungierte er im Film Car Dogs als Nebendarsteller des Quinn. Als Episodendarsteller war er unter anderen in den Fernsehserien Game Shakers – Jetzt geht’s App, Grandfathered, Dice, Major Crimes, For the People, Tagebuch einer zukünftigen Präsidentin, General Hospital und FBI: Most Wanted zu sehen. 2020 spielte er in drei Episoden der Fernsehserie General Hospital die Rolle des Dr. Knox. 2023 stellte er im Netflix Original Völlig zerstört die Rolle des United-States-Air-Force-Piloten Cpt. Paul Yung dar.
Als Synchronsprecher war er in Computerspielen wie World of Warcraft, 24: The Game, Sleeping Dogs und Starfield zu hören.

## Filmografie (Auswahl)
- 2005: The Helix... Loaded
- 2005: The Rites of Nico (Kurzfilm)
- 2007: Damn the Past! (Kurzfilm)
- 2009: Video Space
- 2009: Rules of the League (Fernsehserie)
- 2010: Project 420 (Fernsehserie, 8 Episoden)
- 2012: # (Kurzfilm)
- 2013: Sake-Bomb
- 2015: Killing the Apologetic Girl (Fernsehfilm)
- 2015: I Remember You
- 2015: Game Shakers – Jetzt geht’s App (Game Shakers, Fernsehserie, Episode 1x08)
- 2016: Grandfathered (Fernsehserie, Episode 1x14)
- 2016: Dice (Fernsehserie, Episode 1x01)
- 2016: Car Dogs
- 2016: Major Crimes (Fernsehserie, Episode 5x04)
- 2016: Adam Ruins Everything (Fernsehdokuserie, Episode 1x26)
- 2019: For the People (Fernsehserie, Episode 2x04)
- 2020: Tagebuch einer zukünftigen Präsidentin (Diary of a Future President, Fernsehserie, Episode 1x06)
- 2020: General Hospital (Fernsehserie, 3 Episoden)
- 2020: FBI: Most Wanted (Fernsehserie, Episode 2x02)
- 2021: Donny's Bar Mitzvah
- 2021: I Think You Should Leave with Tim Robinson (Fernsehserie, Episode 2x01)
- 2021: Brooklyn Nine-Nine (Fernsehserie, Episode 8x10)
- 2022: The Rookie (Fernsehserie, Episode 4x12)
- 2022: The Lincoln Lawyer (Fernsehserie, Episode 1x02)
- 2022: Animal Kingdom (Fernsehserie, Episode 6x13)
- 2023: Magnum P.I. (Fernsehserie, Episode 5x13)
- 2023: Völlig zerstört (Obliterated, Fernsehserie, 8 Episoden)
- 2024: Beverly Hills Cop: Axel F

## Synchronsprecher (Auswahl)
- 2005: World of Warcraft (Computerspiel)
- 2006: 24: The Game (Computerspiel)
- 2010: Army of Two: The 40th Day (Computerspiel)
- 2012: Sleeping Dogs (Computerspiel)
- 2023: Starfield (Computerspiel)